# Scopula pruinata
Scopula pruinata är en fjärilsart som beskrevs av Fletcher 1958. Scopula pruinata ingår i släktet Scopula och familjen mätare. Inga underarter finns listade.